# Czesław Kuklewicz
Czesław Kuklewicz (ur. 15 stycznia 1926, zm. 24 maja 1992) – polski brydżysta, Arcymistrz. Większość sukcesów odnosił grając w parze z Andrzejem Wilkoszem.

## Wyniki brydżowe

### Rozgrywki krajowe
W rozgrywkach krajowych zdobywał następujące lokaty:
| Drużynowe mistrzostwa Polski | Drużynowe mistrzostwa Polski | Drużynowe mistrzostwa Polski |
| Sezon                        | Drużyna                      | Pozycja                      |
| ---------------------------- | ---------------------------- | ---------------------------- |
| 1971                         | Wisła Kraków                 | 1                            |
| 1968                         | Wisła Kraków                 | 2                            |
| 1967                         | Wisła Kraków                 | 2                            |
| 1965                         | Wisła Kraków                 | 3                            |
| 1964                         | Wisła Kraków                 | 3                            |

### Olimiady
Na olimpiadach uzyskał następujące rezultaty:
| Olimpiady brydżowe. Zawody teamów | Olimpiady brydżowe. Zawody teamów | Olimpiady brydżowe. Zawody teamów | Olimpiady brydżowe. Zawody teamów | Olimpiady brydżowe. Zawody teamów | Olimpiady brydżowe. Zawody teamów |
| Rok                               | Miejsce                           | Zawody                            | Kategoria                         | Drużyna                           | Pozycja                           |
| --------------------------------- | --------------------------------- | --------------------------------- | --------------------------------- | --------------------------------- | --------------------------------- |
| 1964                              | Nowy Jork                         | 2. Olimpiada Teamów               | Open                              | Poland                            | 16                                |

### Zawody europejskie
W europejskich zawodach zdobył następujące lokaty:
| Zawody europejskie. Konkurencja teamów | Zawody europejskie. Konkurencja teamów | Zawody europejskie. Konkurencja teamów | Zawody europejskie. Konkurencja teamów | Zawody europejskie. Konkurencja teamów | Zawody europejskie. Konkurencja teamów |
| Rok                                    | Miejsce                                | Zawody                                 | Kategoria                              | Drużyna                                | Pozycja                                |
| -------------------------------------- | -------------------------------------- | -------------------------------------- | -------------------------------------- | -------------------------------------- | -------------------------------------- |
| 1965                                   | Ostenda                                | 24. Mistrzostwa Europy Teamów          | Open                                   | Poland                                 | 10                                     |
| 1963                                   | Baden-Baden                            | 23. Mistrzostwa Europy Teamów          | Open                                   | Poland                                 | 3                                      |

| Zawody europejskie. Konkurencja par | Zawody europejskie. Konkurencja par | Zawody europejskie. Konkurencja par | Zawody europejskie. Konkurencja par | Zawody europejskie. Konkurencja par | Zawody europejskie. Konkurencja par |
| Rok                                 | Miejsce                             | Zawody                              | Kategoria                           | Partner                             | Pozycja                             |
| ----------------------------------- | ----------------------------------- | ----------------------------------- | ----------------------------------- | ----------------------------------- | ----------------------------------- |
| 1989                                | Salsomaggiore                       | 5. Mistrzostwa Europy Par           | Seniorzy                            | Andrzej Wilkosz                     | 12                                  |

## Klasyfikacje brydżowe
- Czesław Kuklewicz – klasyfikacja PZBS
- Czesław Kuklewicz – klasyfikacja EBL (ang.)
- Czesław Kuklewicz – klasyfikacja EBL (ang.)
- Czesław Kuklewicz – klasyfikacja WBF (ang.)
- Czesław Kuklewicz – klasyfikacja WBF (ang.)